# The Right Ons
The Right Ons es un grupo musical de rock español. Con tres discos publicados, el grupo ha girado por un par de veces por Estados Unidos y Japón, países en los que el disco ha sido licenciado en prestigiosos sellos como Q Division Records y Flake Records respectivamente. 

## Biografía
Con quince años, Álvaro y Ramiro se juntaron para tocar garaje, punk y rock. Formaron Anyones y en el camino se encontraron con un Rafa. En aquel entonces Álvaro, que visitaba con frecuencia a su familia de Coruña, conoció a Utah, con quien tocaba la guitarra en la playa. Pasaron los años y tanto Anyones como The Nuggets, su siguiente proyecto, pasaron a mejor vida. Ramiro comenzó a tocar en Jet Lag, donde conoció a otro gallego: Martín. Mientras tanto, Rafa y Álvaro se dedicaban a hacer acústicos en la calle, en el metro, en campus universitarios…
Al poco tiempo, Rafa acabó también tocando en Jet Lag y llamaron a Utah para la grabación de su tercer disco. Pero en su lugar, Utah comenzó a tocar en el proyecto acústico de Rafa y Álvaro. En 2006 los tres sumaron a Ramiro al proyecto y comenzaron a tocar bajo el nombre de The Right Ons. Un año más tarde editaban su primer álbum: 80.81 (2FER Records, 2007). Tocaban allí donde les llamaran, ya fuera en una fiesta de moteros en el desierto de Almería o teloneando a Mando Diao en la Riviera de Madrid. Entonces se marcharon a Estados Unidos para grabar su segundo disco y llamaron a Martin para que aportase teclados y percusión. El resultado fue Look Inside Now! (2FER Records, 2009) producido por Ed Valauskas y Matt Beaudoin. The Right Ons han girado en innumerables ocasiones por España, y han visitado Europa, Japón, Argentina, Brasil, y Estados Unidos en cuatro ocasiones. 
Han tocado tanto en los festivales más grandes (SXSW, Rock In Rio, Primavera Sound, Poráo do Rock, Paredes de Coura, Sonorama, Ebrovisión…) como en las salas más pequeñas de los pueblos más perdidos. Han compartido cartel con gente como Neil Young, Wilco, Muse, The Hives, The Soundtrack Of Our Lives, Eli "Paperboy" Reed… siempre con la máxima entrega en cada concierto. En 2010 decidieron tomarse un descanso para pensar, encontrarse a sí mismos y concentrarse en su siguiente disco. Un año más tarde encontramos el fruto de ese trabajo: Get Out (Lovemonk, 2011), grabado en los estudio Reno de Madrid bajo la batuta de Luca Petricca.
En 2013 publican su primer disco en castellano llamado Volcán.

## Discografía
| Álbumes de estudio - 2007 - 80.81 - 2009 - Look Inside, Now! - 2011 - Get Out - 2013 - Volcán | Sencillos - 2007 - I'm waiting for the man - 2009 - Whats going on |